# Dennis Gaitsgory
Dennis Gaitsgory (né en 1973 à Chișinău) est un professeur de mathématiques à l'Université Harvard, connu pour ses recherches sur le programme de Langlands géométrique. Né dans l'actuelle Moldavie, il a grandi au Tadjikistan, avant d'étudier à l'université de Tel Aviv sous la supervision de Joseph Bernstein (1990–1996). Il a obtenu son doctorat en 1997 avec une thèse intitulée « Automorphic Sheaves and Eisenstein Series ». En 1996/1997 et 1998/99, il est à l'Institute for Advanced Study. En 1997, il est Junior Fellow à l'université Harvard.  De 2001 à 2005 il est professeur associé à l' université de Chicago et, depuis 2005, il est professeur à l'université Harvard.

## Recherche
Son travail sur le programme de Langlands géométrique a conduit notamment à un article de 2002 avec Edward Frenkel et Kari Vilonen, On the geometric Langlands conjecture établissant la conjecture sur les courbes algébriques pour les corps finis, et un article en 2004, On a vanishing conjecture appearing in the geometric Langlands correspondence, généralisant la preuve pour inclure également le corps des nombres complexes.

## Publications (sélection)
- Edward Frenkel, Dennis Gaitsgory et Kari Vilonen, « On the geometric Langlands conjecture », J. Amer. Math. Soc., vol. 15, no 2,‎ 2002, p. 367-417 (MR 1887638, lire en ligne).
- Dennis Gaitsgory, « On a vanishing conjecture appearing in the geometric Langlands correspondence », Ann. of Math. (2), vol. 160, no 2,‎ 2004, p. 617-682 (MR 2123934, lire en ligne).

- Dennis Gaitsgory et Nick Rozenblyum, A Study in Derived Algebraic Geometry, American Mathematical Soc., coll. « Mathematical surveys and monographs » (no 221), 2017, 533 p. (ISBN 978-1-4704-3569-1, présentation en ligne)

- Dennis Gaitsgory et Jacob Lurie, Weil's Conjecture for Function Fields: Volume I (AMS-199), Princeton University Press, coll. « Annals of Mathematics Studies » (no 199), 2019, 320 p. (ISBN 978-0-691-18443-2, présentation en ligne)

## Prix et distinctions
- 1997 : Junior Fellowship  de la Harvard Society of Fellows
- 2000 : Prix de la Société mathématique européenne.
- 2002 : Conférencier invité au Congrès international des mathématiciens de Pékin (« Geometric Langlands correspondence for {\displaystyle GL_{n}} »).
- 2002-2004 : Clay Research Fellow.
- 2018 : Prix Chevalley « pour ses travaux sur le programme de Langlands géométrique ».
- 2020 : Élection à la National Academy of Sciences